# القلاض (بني مطر)

تعديل مصدري - تعديل

القلاض هي إحدى قرى عزلة شهاب الأسفل بمديرية بني مطر التابعة لمحافظة صنعاء، بلغ تعداد سكانها 1302 نسمة حسب تعداد اليمن لعام 2004.